# Olympische Winterspiele 2002/Teilnehmer (Vereinigte Staaten)
| Gelbes Symbol für Goldmedaillen mit stilisierten Olympischen Ringen | Graues Symbol für Silbermedaillen mit stilisierten Olympischen Ringen | Braundes Symbol für Bronzemedaillen mit stilisierten Olympischen Ringen |
| ------------------------------------------------------------------- | --------------------------------------------------------------------- | ----------------------------------------------------------------------- |
| 10                                                                  | 13                                                                    | 11                                                                      |

Die Vereinigten Staaten nahmen 2002 zum 19. Mal an Olympischen Winterspielen teil. Es wurden 202 Athleten, 115 Männer und 87 Frauen, nach Salt Lake City entsandt, die in 15 verschiedenen Disziplinen antraten. Mit 10 Gold-, 13 Silber- und 11 Bronzemedaillen waren die Vereinigten Staaten die drittbeste Nation.
Fahnenträgerin bei der Eröffnungsfeier war die Shorttrack-Läuferin Amy Peterson.

## Übersicht der Teilnehmer

### Biathlon
Männer
- Dan Campbell
20 km Einzel: 76. Platz (1:00:58,6 h)
4 × 7,5 km Staffel: 15. Platz (1:30:27,1 h)

- Jay Hakkinen
10 km Sprint: 26. Platz (26:43,5 min)
12,5 km Verfolgung: 13. Platz (34:11,8 min)
20 km Einzel: 26. Platz (55:13,8 min)
4 × 7,5 km Staffel: 15. Platz (1:30:27,1 h)

- Jeremy Teela
10 km Sprint: 20. Platz (26:36,6 min)
12,5 km Verfolgung: 23. Platz (35:18,1 min)
20 km Einzel: 14. Platz (53:56,5 min)
4 × 7,5 km Staffel: 15. Platz (1:30:27,1 h)

- Lawton Redman
10 km Sprint: 54. Platz (27:43,4 min)
12,5 km Verfolgung: 52. Platz (38:59,0 min)
4 × 7,5 km Staffel: 15. Platz (1:30:27,1 h)

Frauen
- Kristina Sabasteanski
7,5 km Sprint: 33. Platz (25:12,2 min)
15 km Einzel: 55. Platz (55:00,9 min)
4 × 7,5 km Staffel: 16. Platz (1:41:16,0 h)

- Kara Salmela
7,5 km Sprint: 49. Platz (23:44,1 min)
10 km Verfolgung: 45. Platz (37:07,7 min)
15 km Einzel: 59. Platz (57:25,9 min)
4 × 7,5 km Staffel: 16. Platz (1:41:16,0 h)

- Rachel Steer
7,5 km Sprint: 60. Platz (24:41,7 min)
10 km Verfolgung: überrundet
15 km Einzel: 31. Platz (51:50,6 min)
4 × 7,5 km Staffel: 16. Platz (1:41:16,0 h)

- Andrea Nahrgang
7,5 km Sprint: 50. Platz (23:48,7 min)
10 km Verfolgung: 47. Platz (38:08,5 min)
4 × 7,5 km Staffel: 16. Platz (1:41:16,0 h)

### Bob
Männer, Zweier
- Todd Hays, Garrett Hines
4. Platz (3:10,65 min)

- Brian Shimer, Darrin Steele
9. Platz (3:11,93 min)

Männer, Vierer
- Todd Hays, Randy Jones, Bill Schuffenhauer, Garrett Hines
Silber  (3:07,81 min)

- Brian Shimer, Mike Kohn, Douglas Sharp, Darrin Steele
Bronze  (3:07,86 min)

Frauen, Zweier
- Jill Bakken, Vonetta Flowers
Gold  (1:37,76 min)

- Jean Racine-Prahm, Gea Johnson
5. Platz (1:38,73 min)

### Curling
| Männer - 9. Platz - Tim Somerville (Skip) - Mike Schneeberger - Myles Brundidge - John Gordon - Donald Barcombe | Frauen - 4. Platz - Kari Erickson (Skip) - Debbie McCormick - Stacey Liapis - Ann Swisshelm - Joni Cotten |

### Eishockey
| Männer - Silber - Tony Amonte - Tom Barrasso - Chris Chelios - Adam Deadmarsh - Chris Drury - Mike Dunham - Bill Guerin - Phil Housley - Brett Hull - John LeClair - Brian Leetch - Aaron Miller - Mike Modano - Tom Poti - Brian Rafalski - Mike Richter - Jeremy Roenick - Brian Rolston - Gary Suter - Keith Tkachuk - Doug Weight - Mike York - Scott Young | Frauen - Silber - Chris Bailey - Laurie Baker - Karyn Bye - Julie Chu - Natalie Darwitz - Sara DeCosta - Tricia Dunn - Cammi Granato - Courtney Kennedy - Andrea Kilbourne - Katie King - Shelley Looney - Sue Merz - Allison Mleczko - Tara Mounsey - Jenny Potter - Angela Ruggiero - Sarah Tueting - Lyndsay Wall - Krissy Wendell |

### Eiskunstlauf
Männer
- Todd Eldredge
6. Platz (10,5)

- Timothy Goebel
Bronze  (4,5)

- Michael Weiss
7. Platz (11,0)

Frauen
- Sasha Cohen
4. Platz (5,5)

- Sarah Hughes
Gold  (3,0)

- Michelle Kwan
Bronze  (3,5)

Paare
- Kyoko Ina & John Zimmerman
5. Platz (7,5)

- Tiffany Scott & Philip Dulebohn
13. Platz (18,5)

Eistanz
- Naomi Lang & Peter Tchernychev
11. Platz (22,2)

- Beata Handra & Charles Sinek
23. Platz (44,2)

### Eisschnelllauf
Männer
- Kip Carpenter
500 m: Bronze  (69,47 s)
1000 m: 4. Platz (1:07,89 min)

- Joey Cheek
500 m: 6. Platz (69,60 s)
1000 m: Bronze  (1:07,61 min)
1500 m: 4. Platz (1:45,34 min)

- Casey FitzRandolph
500 m: Gold  (69,23 s, olympischer Rekord)
1000 m: 7. Platz (1:08,15 min)

- Marc Pelchat
500 m: 28. Platz (72,58 s)

- Nick Pearson
1000 m: 6. Platz (1:07,97 min)
1500 m: 6. Platz (1:45,51 min)

- Derek Parra
1500 m: Gold  (1:43,95 min, Weltrekord)
5000 m: Silber  (6:17,98 min)
10.000 m: 13. Platz (13:33,44 min)

- J. P. Shilling
1500 m: 14. Platz (1:46,29 min)

- KC Boutiette
5000 m: 5. Platz (6:22,97 min)

- Jondon Trevena
5000 m: 15. Platz (6:30,15 min)

- Jason Hedstrand
10.000 m: 12. Platz (13:32,99 min)

Frauen
- Elli Ochowicz
500 m: 22. Platz (77,71 s)

- Amy Sannes
500 m: 22. Platz (2. Lauf nicht beendet)
1000 m: 14. Platz (1:15,09 min)
1500 m: 8. Platz (1:56,29 min)

- Becky Sundstrom
500 m: 20. Platz (77,60 s)
1000 m: 16. Platz (1:15,88 min)
1500 m: 13. Platz (1:57,33 min)

- Chris Witty
500 m: 14. Platz (76,73 s)
1000 m: Gold  (1:13,83 min, Weltrekord)
1500 m: 5. Platz (1:55,71 min)

- Jennifer Rodriguez
1000 m: Bronze  (1:14,24 min)
1500 m: Bronze  (1:55,32 min)
3000 m: 7. Platz (4:04,99 min)

- Annie Driscoll
3000 m: 21. Platz (4:15,61 min)
5000 m: 14. Platz (7:35,23 min)

- Catherine Raney
3000 m: 13. Platz (4:07,59 min)
5000 m: 9. Platz (7:06,89 min)

### Freestyle-Skiing
Männer, Aerials
- Eric Bergoust
12. Platz (218,49)

- Brian Currutt
6. Platz (245,19)

- Joe Pack
Silber  (251,64)

- Jeret Peterson
9. Platz (238,05)

Männer, Moguls
- Jeremy Bloom
9. Platz (26,19)

- Evan Dybvig
28. Platz (9,96)

- Travis Mayer
Silber  (27,59)

- Jonny Moseley
4. Platz (26,78)

Frauen, Aerials
- Tracy Evans
14. Platz (152,07)

- Brenda Petzold
17. Platz (137,80)

Frauen, Moguls
- Shannon Bahrke
Silber  (25,06)

- Ann Battelle
7. Platz (27,62)

- Hannah Hardaway
5. Platz (27,77)

- Jillian Vogtli
18. Platz (22,16)

### Nordische Kombination
- Matt Dayton
Sprint: 36. Platz (19:15,9 min)
Einzel: 18. Platz (47:15,7 min)
Mannschaft: 4. Platz (49:54,1 min)

- Bill Demong
Sprint: 14. Platz (17:56,1 min)
Einzel: 19. Platz (39:54,5 min)
Mannschaft: 4. Platz (49:54,1 min)

- Todd Lodwick
Sprint: 5. Platz (17:32,1 min)
Einzel: 7. Platz (38:22,7 min)
Mannschaft: 4. Platz (49:54,1 min)

- Johnny Spillane
Sprint: 32. Platz (18:36,4 min)
Einzel: 32. Platz (45:05,5 min)
Mannschaft: 4. Platz (49:54,1 min)

### Rennrodeln
Männer
- Tony Benshoof
17. Platz (3:00,102 min)

- Adam Heidt
4. Platz (2:58,606 min)

- Nick Sullivan
26. Platz (3:02,093 min)

Frauen
- Ashley Hayden
8. Platz (2:54,658 min)

- Becky Wilczak
5. Platz (2:54,254 min)

- Courtney Zablocki
13. Platz (2:55,154 min)

Doppelsitzer
- Brian Martin & Mark Grimmette
Silber  (1:26,216 min)

- Chris Thorpe & Clay Ives
Bronze  (1:26,220 min)

### Shorttrack
Männer
- Ron Biondo
5000-m-Staffel: 4. Platz (7:03,926 min)

- Apolo Anton Ohno
500 m: 11. Platz (nach dem Halbfinale disqualifiziert)
1000 m: Silber  (1:30,160 min)
1500 m: Gold  (2:18,541 min)
5000-m-Staffel: 4. Platz (7:03,926 min)

- Rusty Smith
500 m: Bronze  (42,027 s)
1000 m: 9. Platz (im Viertelfinale ausgeschieden)
1500 m: 6. Platz (2:27,155 min im B-Finale)
5000-m-Staffel: 4. Platz (7:03,926 min)

- Dan Weinstein
5000-m-Staffel: 4. Platz (7:03,926 min)

Frauen
- Caroline Hallisey
500 m: 5. Platz (44,679 s)
1000 m: 10. Platz (im Viertelfinale ausgeschieden)
3000-m-Staffel: 7. Platz (4:20,730 min im B-Finale)

- Amy Peterson
500 m: 21. Platz (im Viertelfinale ausgeschieden)
1500 m: 13. Platz (im Halbfinale ausgeschieden)
3000-m-Staffel: 7. Platz (4:20,730 min im B-Finale)

- Erin Porter
1000 m: 28. Platz (im Vorlauf ausgeschieden)
1500 m: im Vorlauf disqualifiziert
3000-m-Staffel: 7. Platz (4:20,730 min im B-Finale)

- Julie Goskowicz
3000-m-Staffel: 7. Platz (4:20,730 min im B-Finale)

### Ski Alpin
Männer
- Jakub Fiala
Abfahrt: 27. Platz (1:41,84 min)
Kombination: 19. Platz (3:30,43 min)

- Scott Macartney
Abfahrt: 29. Platz (1:41,86 min)
Super-G: 25. Platz (1:25,80 min)

- Daron Rahlves
Abfahrt: 16. Platz (1:40,84 min)
Super-G: 8. Platz (1:22,48 min)

- Marco Sullivan
Abfahrt: 9. Platz (1:40,37 min)
Super-G: ausgeschieden

- Thomas Vonn
Super-G: 9. Platz (1:23,22 min)
Riesenslalom: 19. Platz (2:26,46 min)

- Bode Miller
Slalom: 24. Platz (1:52,79 min)
Riesenslalom: Silber  (2:24,16 min)
Kombination: Silber  (3:17,84 min)

- Dane Spencer
Riesenslalom: 16. Platz (2:25,68 min)

- Chip Knight
Slalom: 11. Platz (1:44,86 min)

- Tom Rothrock
Slalom: im 1. Lauf ausgeschieden

- Erik Schlopy
Slalom: 13. Platz (1:45,35 min)
Riesenslalom: zum 2. Lauf nicht angetreten

Frauen
- Kirsten Lee Clark
Abfahrt: 12. Platz (1:41,03 min)
Super-G: 14. Platz (1:15,13 min)
Riesenslalom: 26. Platz (2:36,42 min)

- Caroline Lalive
Abfahrt: ausgeschieden
Super-G: ausgeschieden
Kombination: im 2. Lauf ausgeschieden

- Jonna Mendes
Abfahrt: 11. Platz (1:40,97 min)
Super-G: 16. Platz (1:15,25 min)

- Picabo Street
Abfahrt: 16. Platz (1:41,17 min)

- Kathleen Monahan
Super-G: 17. Platz (1:15,59 min)

- Kristina Koznick
Slalom: im 1. Lauf ausgeschieden
Riesenslalom: 17. Platz (2:34,22 min)

- Sarah Schleper
Slalom: im 1. Lauf ausgeschieden
Riesenslalom: 21. Platz (2:35,96 min)

- Alex Shaffer
Riesenslalom: 28. Platz (2:37,38 min)

- Lindsey Kildow
Slalom: 32. Platz (2:00,73 min)
Kombination: 6. Platz (2:48,05 min)

- Tasha Nelson
Slalom: im 1. Lauf ausgeschieden

- Julia Mancuso
Kombination: 13. Platz (2:51,33 min)

### Skilanglauf
Männer
- John Bauer
20 km Verfolgung: 19. Platz (59:43,1 min)
15 km klassisch: 12. Platz (38:55,7 min)
50 km klassisch: 33. Platz (2:19:35,7 h)
4 × 10 km Staffel: 5. Platz (1:34:05,5 h)

- Kris Freeman
Sprint klassisch: 41. Platz
20 km Verfolgung: 14. Platz (51:22,3 min)
15 km klassisch: 22. Platz (39:34,3 min)
4 × 10 km Staffel: 5. Platz (1:34:05,5 h)

- Justin Wadsworth
20 km Verfolgung: 42. Platz (52:19,7 min)
30 km Massenstart, Freistil: nicht beendet
50 km klassisch: nicht beendet
4 × 10 km Staffel: 5. Platz (1:34:05,5 h)

- Patrick Weaver
20 km Verfolgung: 45. Platz (54:10,5 min)
15 km klassisch: 16. Platz (39:24,4 min)

- Lars Flora
Sprint klassisch: 36. Platz
15 km klassisch: 54. Platz (42:11,5 min)
30 km Massenstart, Freistil: 54. Platz (1:20:42,7 h)

- Andrew Johnson
30 km Massenstart, Freistil: 21. Platz (1:14:26,9 h)
50 km klassisch: 51. Platz (2:32:44,3 h)

- Carl Swenson
Sprint klassisch: 29. Platz
30 km Massenstart, Freistil: 56. Platz (1:21:17,3 h)
4 × 10 km Staffel: 5. Platz (1:34:05,5 h)

- Torin Koos
Sprint klassisch: 35. Platz

Frauen
- Nina Kemppel
10 km Verfolgung: 30. Platz (27:27,7 min)
10 km klassisch: 38. Platz (30:51,9 min)
15 km Massenstart, Freistil: 29. Platz (42:53,1 min)
30 km klassisch: 15. Platz (1:37:08,7 h)
4 × 5 km Staffel: 13. Platz (53:23,4 min)

- Aelin Peterson
Sprint klassisch: 46. Platz
10 km Verfolgung: nicht beendet
10 km klassisch: 53. Platz (33:18,9 min)
4 × 5 km Staffel: 13. Platz (53:23,4 min)

- Kikkan Randall
Sprint klassisch: 44. Platz
10 km Verfolgung: nicht beendet

- Wendy Wagner
10 km Verfolgung: 48. Platz (28:38,0 min)
10 km klassisch: 36. Platz (30:50,7 min)
30 km klassisch: 23. Platz (1:36:54,8 h)
4 × 5 km Staffel: 13. Platz (53:23,4 min)

- Tessa Benoit
Sprint klassisch: 38. Platz
10 km klassisch: 52. Platz (33:09,1 min)

- Kristina Joder
15 km Massenstart, Freistil: 53. Platz (48:06,0 min)

- Barb Jones
15 km Massenstart, Freistil: 43. Platz (45:04,3 min)
30 km klassisch: 35. Platz (1:45:18,7 h)
4 × 5 km Staffel: 13. Platz (53:23,4 min)

### Skispringen
- Alan Alborn
Normalschanze: 11. Platz (240,0)
Großschanze: 34. Platz (105,4)
Teamwettbewerb: 11. Platz (728,4)

- Brendan Doran
Normalschanze: 44. Platz (96,5)
Großschanze: 43. Platz (68,1)

- Clint Jones
Normalschanze: 39. Platz (89,5)
Großschanze: 42. Platz (94,4)
Teamwettbewerb: 11. Platz (728,4)

- Brian Welch
Normalschanze: 39. Platz (89,5)
Teamwettbewerb: 11. Platz (728,4)

- Tommy Schwall
Großschanze: 51. Platz (44,0)
Teamwettbewerb: 11. Platz (728,4)

### Skeleton
Männer
- Lincoln DeWitt
5. Platz (1:42,83 min)

- Jim Shea
Gold  (1:41,96 min)

- Chris Soule
7. Platz (1:42,98 min)

Frauen
- Tristan Gale
Gold  (1:45,11 min)

- Lea Ann Parsley
Silber  (1:45,21 min)

### Snowboard
Männer, Parallel-Riesenslalom
- Jeff Greenwood
20. Platz (37,84 s, Qualifikation)

- Chris Klug
Bronze  (−1,36 s, Finale um Bronze)

- Peter Thorndike
27. Platz (38,85 s, Qualifikation)

Männer, Halfpipe
- Tommy Czeschin
6. Platz (40,6)

- Danny Kass
Silber  (42,5)

- Ross Powers
Gold  (46,1)

- Jarret Thomas
Bronze  (42,1)

Frauen, Parallel-Riesenslalom
- Rosey Fletcher
26. Platz (45,11 s, Qualifikation)

- Lisa Kosglow
8. Platz (+2,7 s, Viertelfinale)

- Lisa Odynski
27. Platz (45,47 s, Qualifikation)

- Sondra van Ert
17. Platz (43,15 s, Qualifikation)

Frauen, Halfpipe
- Tricia Byrnes
6. Platz (36,4)

- Kelly Clark
Gold  (47,9)

- Shannon Dunn
5. Platz (37,5)